# Ja'akov Kac
Ja'akov Kac (hebrejsky יעקב כץ, narozen 29. září 1951) je izraelský politik, předseda strany Národní jednota, kterou zastupoval jako poslanec v Knesetu, a výkonný ředitel ješivy v Bejt Elu.

## Biografie
Kac je jeruzalémský rodák, pátou generací v Izraeli. Vystudoval středoškolskou ješivu Bnej Akiva v Kfar ha-Ro'e a potom ješivu Merkaz ha-rav v Jeruzalémě. Do armády byl povolán v roce 1970 a sloužil v Sajeret Šaked. Během jomkipurské války v roce 1973, byl Kac zástupcem velitele „Koach Patzi“, která operovala přímo pod vedením Ariela Šarona za nepřátelskými liniemi. Osmý den války vyslal generál Šaron tuto jednotku vyhledat a zničit egyptské komando u Suezského průplavu. Během této mise 12 členů Koach Patzi zabilo 70 egyptských vojáků. V bitvě byl Kac téměř smrtelně raněn, a když ležel na pouštním písku, slíbil Bohu, že když přežije, zasvětí život osadnictví a výchově. Po půl roce v nemocnici se vrátil, na berlích, dále studovat na ješivě Merkaz ha-rav, pod opatrovnictvím rabína Cvi Jehudy Kooka. Roku 1977 byl jedním ze zakladatelů Bejt Elu, osady v Samaří na Západním břehu a založil hnutí Guš emunim. Kac pak pracoval na ministerstvu stavebnictví a rozvoje jako náměstek Ariela Šarona. Byl zodpovědný za absorpci přistěhovalců z tehdejšího Sovětského svazu a dal postavit více než 35 tisíc bytových jednotek v Jeruzalémě, Judsku a Samaří a na Golanech. Roku 1987 koupil Kac námořní loď, na níž založil nezávislou rozhlasovou stanici, Aruc ševa (do angličtiny přepisováno Arutz Sheva) (anglicky Channel 7), která ovšem nikdy nedostala vysílací licenci. Když bylo její vysílání v roce 2002 vládou zastaveno, založil Kac týdeník Be-ševa.
V roce 2003 byl Kac soudně obviněn za ilegální vysílání ve dvou bodech, mimo jiné za křivou přísahu ohledně umístění vysílače. V roce 2006 ho prezident Moše Kacav amnestoval.
Akiva Margaliot vydal CD, nazvané „Ase“, obsahující písně a hudební aranžmá složené Jaakovem Kacem.
Je ženatý a má sedm dětí.

### Politika
V prosinci 2008 se Kac stal předsedou Národní jednoty. Ve volbách do knesetu v roce 2009 strana získala čtyři křesla a Kac se stal poslancem.
Kac mimo jiné slibuje obnovit židovské osídlení v Gaze.